# 凯西 (南卡罗来纳州)
凯西（英文：Cayce），是美国南卡罗来纳州下属的一座城市。城市类型是“City”。其面积大约为17.42平方英里（45.11平方公里）。根据2010年美国人口普查，该市有人口12,528人，人口密度约为每平方 英里719.26人（约合每平方公里277.72人）。